# La cura del gorilla
La cura del gorilla è un film del 2006 diretto da Carlo A. Sigon, uscito nelle sale italiane il 3 febbraio.
Il film, interpretato da Claudio Bisio, è tratto dall'omonimo romanzo di Sandrone Dazieri, il quale ha collaborato alla stesura della sceneggiatura.
In questo film Ernest Borgnine recita in italiano.

## Trama
Sandrone, soprannominato "Il Gorilla" per i suoi saltuari lavori come buttafuori, soffre del disturbo dissociativo dell'identità e si ritrova dentro ad una delittuosa vicenda di droga, prostitute e denaro sporco.